# Nordholz (Warpe)
Nordholz ist ein Ortsteil der Gemeinde Warpe im Landkreis Nienburg/Weser in Niedersachsen (Deutschland).

## Geografie
Nordholz liegt 19 km nordwestlich der Kreisstadt Nienburg/Weser zwischen Bremen (48 km) und Hannover (68 km).
Das Dorf Nordholz mit dem Weiler Mahlenstorf ist 3,54 km² groß und hat etwa 190 Einwohner.

## Geschichte
Der Ort Nordholz entstand ab etwa 1200 durch Besiedlung vom benachbarten Ort Helzendorf her. Mahlenstorf gibt es schon länger. 1901 wurde eine Dampfmolkerei gebaut. Die Raiffeisenwarengenossenschaft wurde 1919 gegründet. 1960 ließ sich in Nordholz das Unternehmen Mittelweser Tiefbau GmbH & Co KG nieder. Seit der Gemeindereform, die am 1. März 1974 in Kraft trat, ist Nordholz ein Ortsteil der Gemeinde Warpe.